# Bahnstrecke Újezdec u Luhačovic–Luhačovice
| |                      |                                                    |                                   |
| Kursbuchstrecke (SŽ): | 341                  |                                                    |                                   |
| Streckenlänge: | 9,632 km             |                                                    |                                   |
| Spurweite: | 1435 mm (Normalspur) |                                                    |                                   |
| Streckenklasse: | C4                   |                                                    |                                   |
| Streckengeschwindigkeit: | 50 km/h              |                                                    |                                   |
| |                      |                                                    |                                   |
| \| \| \| von Brno (vorm. StEG) \| \| \| \| 0,000 \| Újezdec u Luhačovic früher Aujezd b. Luhatschowitz \| 215 m \| \| \| \| nach Vlárský průsmyk (vorm. StEG) \| \| \| \| 4,600 \| Polichno \| 230 m \| \| \| 5,819 \| Biskupice u Luhačovic \| 235 m \| \| \| 9,632 \| Luhačovice früher Luhatschowitz \| 250 m \| |                      |                                                    |                                   |
| Strecke |                      | von Brno (vorm. StEG)                              | von Brno (vorm. StEG)             |
| Bahnhof | 0,000                | Újezdec u Luhačovic früher Aujezd b. Luhatschowitz | 215 m                             |
| Abzweig geradeaus und nach rechts |                      | nach Vlárský průsmyk (vorm. StEG)                  | nach Vlárský průsmyk (vorm. StEG) |
| Haltepunkt / Haltestelle | 4,600                | Polichno                                           | 230 m                             |
| Haltepunkt / Haltestelle | 5,819                | Biskupice u Luhačovic                              | 235 m                             |
| Kopfbahnhof Streckenende | 9,632                | Luhačovice früher Luhatschowitz                    | 250 m                             |

Die Bahnstrecke Újezdec u Luhačovic–Luhačovice ist eine regionale Eisenbahnverbindung in Tschechien, die ursprünglich als staatlich garantierte Lokalbahn Aujezd–Luhatschowitz (tschech.: Místní dráha Újezd–Luhačovice) erbaut und betrieben wurde. Sie führt in Ostmähren durch das Tal des Luhačovický potok von Újezdec u Luhačovic nach Luhačovice (Bad Luhatschowitz).
Nach einem Erlass der tschechischen Regierung ist die Strecke seit dem 20. Dezember 1995 als regionale Bahn („regionální dráha“) klassifiziert.

## Geschichte
Am 17. Juni 1905 wurde dem Vizepräsidenten des Landeskulturrates für Mähren Cyrill Seifert „die Konzession zum Baue und Betriebe einer normalspurigen Lokalbahn von der Station Aujezd-Luhatschowitz der Linie Brünn–Vlarapass der privilegierten österreichisch-ungarischen Staatseisenbahngesellschaft nach Luhatschowitz“ erteilt. Das Aktienkapital der Gesellschaft betrug 568.000 Kronen in 2230 Stück Stammaktien sowie 610 Stück Prioritätsaktien zu je 200 Kronen. Am 12. Oktober 1905 wurde die Strecke eröffnet. Den Betrieb führte die Betriebsdirektion Brünn-Czernowitz der priv. Österreichisch-Ungarischen Staatseisenbahngesellschaft (StEG) auf Rechnung der Lokalbahn Aujezd–Luhatschowitz aus.
Im Jahr 1912 wies der Fahrplan der Lokalbahn fünf gemischte Zugpaare 2. und 3. Klasse aus. Sie benötigten für die zehn Kilometer lange Strecke etwa eine halbe Stunde. Während der Kursaison verkehrte ein weiterer, beschleunigter Personenzug, der in Aujezd direkten Anschluss an einen Schnellzug von und nach Brünn hatte.
Nach dem Ersten Weltkrieg ging die Betriebsführung an die neu gegründeten Tschechoslowakischen Staatsbahnen (ČSD) über. Am 1. Januar 1925 wurde die Lokalbahn Aujezd–Luhatschowitz per Gesetz verstaatlicht.

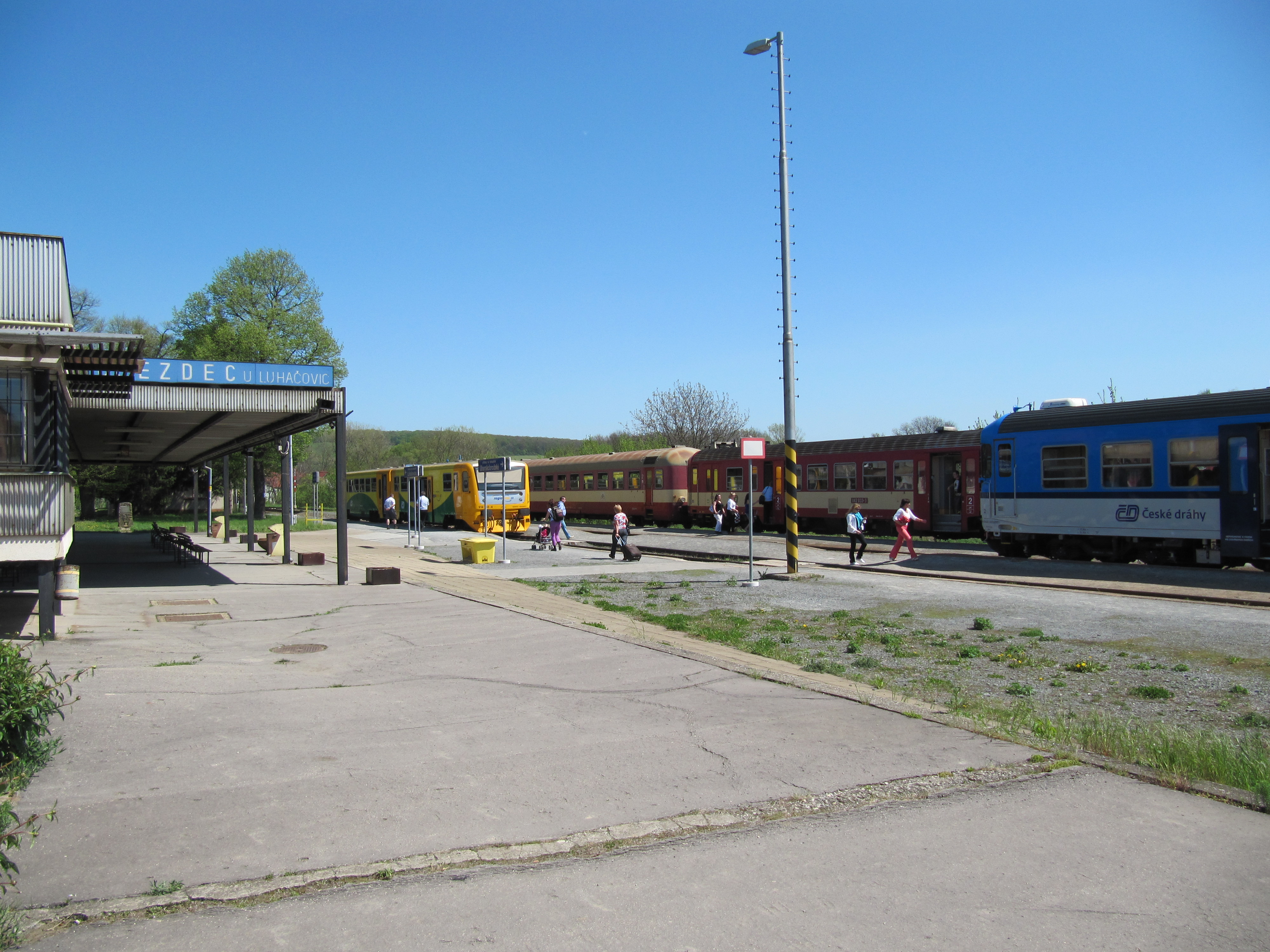
Bahnhof Újezdec u Luhačovic (2012)

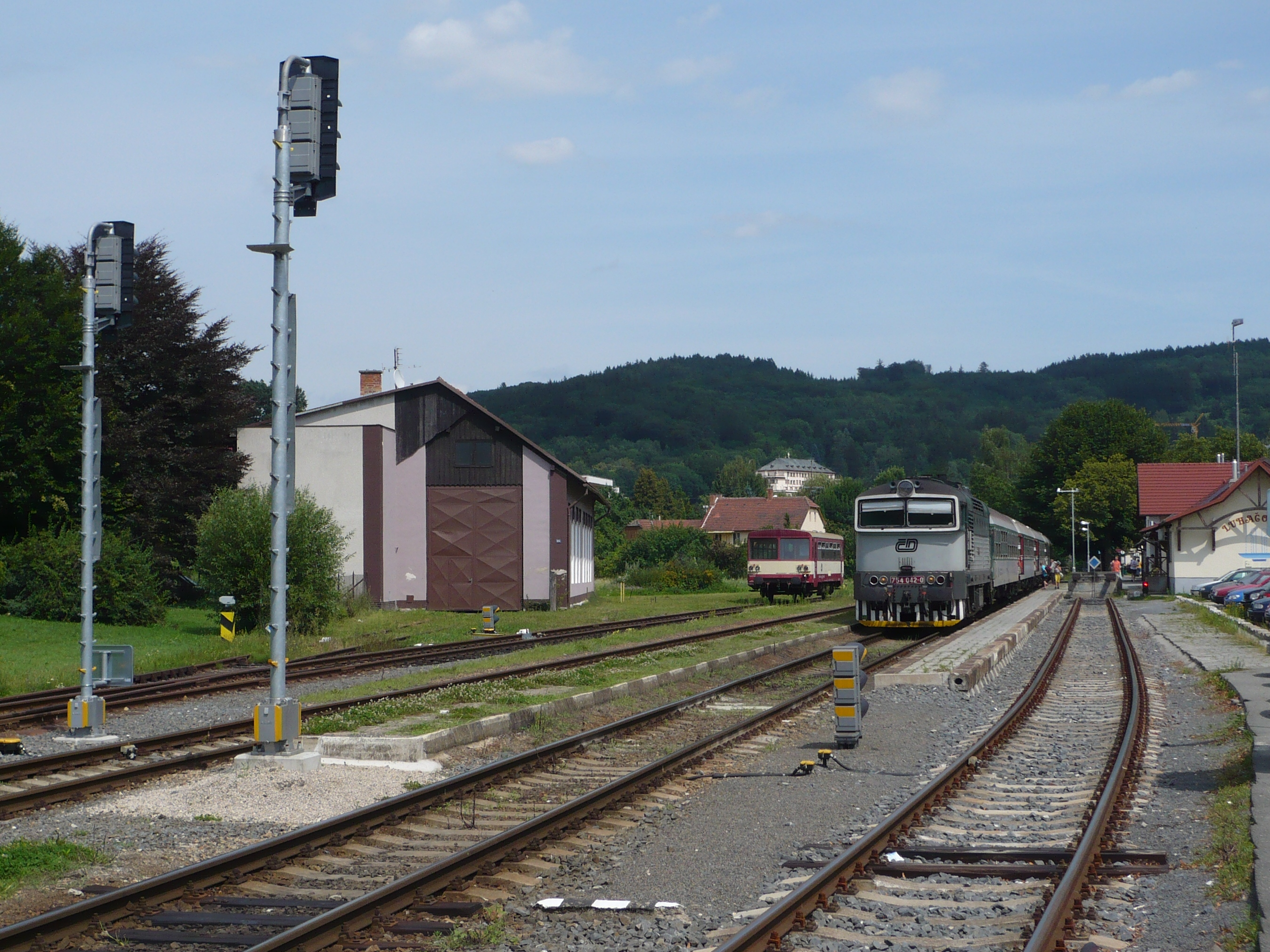
Schnellzug nach Prag in Luhačovice (2009)

Im Zweiten Weltkrieg lag die Strecke zur Gänze im Protektorat Böhmen und Mähren. Betreiber waren jetzt die Protektoratsbahnen Böhmen und Mähren (ČMD-BMB). Am 9. Mai 1945 kam die Strecke wieder vollständig zu den ČSD. In den 1950er Jahren kam es zu einer signifikanten Verdichtung des Fahrplanes, der insbesondere im Einsatz moderner Motorzüge begründet war. Im Winterfahrplan 1958/59 verzeichnete der Fahrplan vierzehn Personenzugpaare, die sämtlich als Motorzug gefahren wurden. Zwei der Züge führten Kurswagen von und nach Prag, ein weiterer von und nach Brünn.
Am 1. Januar 1993 ging die Strecke im Zuge der Auflösung der Tschechoslowakei an die neu gegründeten České dráhy (ČD) über. Seit 2003 gehört sie zum Netz des staatlichen Infrastrukturbetreibers Správa železniční dopravní cesty (SŽDC).
Im Fahrplan 2012 wurde die Strecke täglich im Zweistundentakt von Personenzügen bedient. Weitere Züge verdichteten das Angebot zu einem teilweisen Stundentakt. Dreimal täglich verkehrten direkte Schnellzüge von und nach Prag, zwei weitere von und nach Olomouc.

## Fahrzeugeinsatz
Die Lokalbahn Aujezd–Luhatschowitz beschaffte für ihre Strecke zwei zweifachgekuppelte Lokalbahnlokomotiven. Die Lokomotiven trugen neben den Nummern 200 01 und 210 01 die Namen SERÉNYI und SVOBODA. Die Fahrzeuge gelangten als 200.901 und 212.901 noch in den Bestand der ČSD und wurden erst nach dem Zweiten Weltkrieg ausgemustert. Die SERÉNYI (210.901) blieb museal erhalten und befindet sich heute im Technischen Nationalmuseum in Prag.